# Renaissance Center 100 Tower
Renaissance Center 100 Tower – wieżowiec w Detroit w USA, zaprojektowany przez John Portman & Associates.
Jego budowa rozpoczęła się w roku 1973, a zakończyła w roku 1977. Został wykonany w stylu modernistycznym. Ma 159 metrów wysokości i 39 pięter nadziemnych. Pod ziemią znajdują się jeszcze 2 kondygnacje. Jest jednym z czterech identycznych budynków wchodzących w skład Renaissance Center. Gdyby wysokość mierzyć sprzed podium wzdłuż Jefferson Avenue, wieża ta, oraz Renaissance Center 200 Tower są dokładnie o 14 stóp (około 4,3 m) niższe. Na 2. piętrze ulokowano amerykański urząd pocztowy.